# Sōma Anzai
Sōma Anzai (安斎 颯馬?, Anzai Sōma; Meguro, 29 settembre 2002) è un calciatore giapponese, centrocampista dell'FC Tokyo.

## Statistiche

### Presenze e reti nei club
Statistiche aggiornate all'8 dicembre 2024.
| Stagione        | Squadra         | Campionato      | Campionato | Campionato | Coppe nazionali | Coppe nazionali | Coppe nazionali | Coppe continentali | Coppe continentali | Coppe continentali | Altre coppe | Altre coppe | Altre coppe | Totale | Totale |
| Stagione        | Squadra         | Comp            | Pres       | Reti       | Comp            | Pres            | Reti            | Comp               | Pres               | Reti               | Comp        | Pres        | Reti        | Pres   | Reti   |
| --------------- | --------------- | --------------- | ---------- | ---------- | --------------- | --------------- | --------------- | ------------------ | ------------------ | ------------------ | ----------- | ----------- | ----------- | ------ | ------ |
| 2023            | FC Tokyo        | J1              | 2          | 0          | CG+CdL          | 0+2             | 0               | -                  | -                  | -                  | -           | -           | -           | 4      | 0      |
| 2024            | FC Tokyo        | J1              | 31         | 4          | CG+CdL          | 1+4             | 0               | -                  | -                  | -                  | -           | -           | -           | 36     | 4      |
| 2025            | FC Tokyo        | J1              | 0          | 0          | CG+CdL          | 0               | 0               | -                  | -                  | -                  | -           | -           | -           | 0      | 0      |
| Totale FC Tokyo | Totale FC Tokyo | Totale FC Tokyo | 33         | 4          |                 | 7               | 0               |                    | -                  | -                  |             | -           | -           | 40     | 4      |
| Totale carriera | Totale carriera | Totale carriera | 33         | 4          |                 | 7               | 0               |                    | -                  | -                  |             | -           | -           | 40     | 4      |